# Lê Văn Công
Lê Văn Công (sinh ngày 20 tháng 6 năm 1984) là một vận động viên cử tạ người Việt Nam. Anh là vận động viên Việt Nam đầu tiên đoạt huy chương vàng của Paralympic, cũng như lập kỷ lục thế giới trong môn cử tạ dành cho vận động viên người khuyết tật tại Rio de Janeiro vào năm 2016. Bên cạnh đó, cũng tại Paralympic, anh còn giành huy chương bạc tại Tokyo vào năm 2020 và huy chương đồng tại Pháp vào năm 2024. Với những thành tích này, anh trở thành người Việt Nam nắm giữ nhiều huy chương nhất của giải khuyết tật.

## Sự nghiệp
Lê Văn Công sinh năm 1984 tại Hà Tĩnh. Công bị chứng teo chân từ nhỏ do mẹ anh trong thời gian đang mang thai anh bị nhiễm bệnh sốt xuất huyết. Năm 2005, Lê Văn Công vào Thành phố Hồ Chí Minh lập nghiệp và tham gia hoạt động tại câu lạc bộ hướng nghiệp dành cho người khuyết tật. Văn Công sau đó đã dần gắn bó với các môn thể thao dành cho người khuyết tật. Ban đầu anh tham gia tập luyện môn điền kinh rồi sau đó chuyển sang chơi môn cử tạ dành cho người khuyết tật tại câu lạc bộ thể thao dành cho người khuyết tật Quận Tân Bình, Thành phố Hồ Chí Minh
Sau 2 năm tập luyện, Lê Văn Công đã giành được một huy chương vàng tại hạng cân 48 kg tại ASEAN Para Games vào năm 2007 với thành tích 152,2 kg. Từ năm 2011 đến 2013, Lê Văn Công đã mất 2 năm để điều trị chấn thương. Sau khi bình phục, Lê Văn Công đã liên tục gặt hái nhiều thành công khi anh 3 lần phá kỷ lục thế giới và đoạt huy chương vàng tại ASEAN Para Games, Đại hội Thể thao Người khuyết tật Đông Nam Á vào năm 2014 ở hạng cân 180 kg và 181,5 kg và tại giải vô địch châu Á năm 2015 khi tham gia thi đấu ở hạng cân 182 kg.
Tại Paralympic Rio Janeiro 2016 ở Brazil, Lê Văn Công xuất sắc đoạt huy chương vàng môn cử tạ hạng cân 49 kg dành cho nam, anh lập kỷ lục thế giới ở hạng cân này. Năm 2020, anh đến với Paralympic Tokyo với tư cách là đương kiêm vô địch, và người giữ kỷ lục thế giới. Lê Văn Công và Omar Qarada (người bị anh đánh bại tại Rio Janeiro 2016) đều nâng được mức tạ 173 kg, nhưng Lê Văn Công chỉ nhận được huy chương bạc, vì cơ thể của anh nặng hơn Omar Qarada 100gr.

## Gia đình
Lê Văn Công có vợ là chị Chu Thị Tám. Chị Tám người gốc Nghệ An vào miền Nam học tập và sinh sống năm từ năm 2006. Khi mới quen, họ đã cảm mến nhau ngay. Nhưng mối tình của anh chị ban đầu không được gia đình chị Tám ủng hộ do thấy Văn Công bị tật nguyền. Chị Tám sau đó bị gia đình ngăn cản đến với Lê Văn Công, bố mẹ chị còn bắt chị phải về quê một thời gian nhằm ngăn cách tình cảm giữa hai người. Nhưng anh chị đã cố gắng vượt qua trắc trở và ngăn cấm. Chị Tám cố gắng thuyết phục gia đình để họ đồng ý đến cho hai người đến với nhau. Vì tấm lòng chân thành, sau này ba mẹ vợ đã thương anh Công còn hơn cả vợ, như lời chị Tám kể.
Năm 2008, Lê Văn Công và Chu Thị Tám kết hôn. Họ có hai người con, con trai cả đang học lớp chín và con gái út học lớp ba. Năm 2014, gia đình vận động viên Lê Văn Công rời căn phòng trọ ở Thành phố Hồ Chí Minh về nhà mới ở huyện Đức Hòa, tỉnh Long An. Căn nhà mới này được mua và xây dựng bằng số tiền dành dụm của cả hai vợ chồng.
Lê Văn Công là một tín hữu Công giáo Rôma, anh có tên thánh là Giuse.

## Chuyện bên lề
Tháng 10/2019, Lê Văn Công cho bán đấu giá chiếc huy chương vàng mà anh đạt được tại Paralympic Rio Janeiro 2016 ở Brazil với số tiền thu về là 125 triệu VNĐ. Toàn bộ số tiền này đã được anh Công trao tặng lại cho bé Đoàn Thị Bích Hương, dùng để chữa  bệnh Ung thư gan.

## Thành tích
Các thành tích của vận động viên Lê Văn Công đã đạt được ở môn cử tạ dành cho người khuyết tật: 
- Năm 2005, Huy chương bạc Đại hội thể thao dành cho người khuyết tật toàn quốc.
- Năm 2007, Huy chương vàng Đại hội thể thao dành cho người khuyết tật châu Á.
- Năm 2007, Huy chương bạc giải vô địch cử tạ thế giới dành cho người khuyết tật.
- Năm 2009, Huy chương vàng Đại hội Thể thao Người khuyết tật Đông Nam Á
- Năm 2014, Huy chương vàng Đại hội Thể thao Người khuyết tật Đông Nam Á
- Năm 2014, Huy chương bạc giải vô địch cử tạ thế giới dành cho người khuyết tật.
- Năm 2014, Huy chương vàng tại Đại hội thể thao dành cho người khuyết tật châu Á tại Incheon
- Năm 2015, Huy chương vàng Đại hội Thể thao Người khuyết tật Đông Nam Á tại Singapore[5]
- Năm 2016, Huy chương vàng ở Thế vận hội dành cho người khuyết tật tại Rio de Janeiro.[7]
- Năm 2017, Huy chương vàng Đại hội Thể thao Người khuyết tật Đông Nam Á tại Malaysia[8]
- Năm 2021, Huy chương bạc ở Thế vận hội dành cho người khuyết tật tại Tokyo.
- Năm 2024, Huy chương đồng ở Thế vận hội dành cho người khuyết tật tại Paris.

## Đánh giá
... Đây là lần đầu tiên thể thao người khuyết tật Việt Nam đoạt huy chương vàng, phá kỷ lục Paralympic, phá kỷ lục thế giới. Thành tích của vận động viên Lê Văn Công là kết quả của một quá trình tập luyện, thi đấu, phấn đấu bền bỉ của cá nhân vận động viên, huấn luyện viên và thể hiện sự quan tâm đầu tư của các cấp, ngành và toàn xã hội..."  Bộ trưởng Bộ Văn hóa Thể thao và Du lịch Nguyễn Ngọc Thiện.